# Casimiro Pío Garbayo de Bofarull
Casimiro Pío Garbayo de Bofarull (f. 1890) fue un abogado, periodista y traductor español.

## Biografía
Fue abogado, jefe de Administración y también contador de la Asociación de Escritores y Artistas Españoles. Dirigió durante varios años, hasta 1871, la Revista de Hacienda, y tomó parte en la redacción de La Hacienda y otros periódicos. Mano a mano con Ignacio Andrés, tradujo del francés la obra titulada en español Elementos de estadística (1857), de Alexandre Moreau de Jonnès. Falleció en Madrid el 12 de marzo de 1890.